# Origen de las palabras en judeoespañol
El origen de las palabras en judeoespañol es, en parte, de otros idiomas además del español.  El judeoespañol recibió un importante aporte de muchas de las lenguas habladas en la península ibérica, ya que muchos de los judíos expulsados procedían de zonas como Galicia o Cataluña. Igualmente, recibió una rica influencia del turco, del griego y del italiano.
A continuación se citan algunos ejemplos de palabras, usando la ortografía turca.

## Turco
- Boyadear - (Del turco, Boyalmak) - Pintar.
- Damla - Gota.
- Dudak - Labio.
- Menekşe - Violeta.
- Mavi - Azul.
- Musafir - (Del turco, Misafir) - Invitado.
- Oçak - Hogar.
- Patladear o Patlear - (Del turco, Patlamak) - Reventar.
- Parás - Moneda de baja denominación. 1/40 de Piastra.
- Pişin - (Del turco, Pişinmek) - Rápido.
- Karpus - Sandía.
- Rihtim - Puerto.
- Şerbet - Sorbete, helado.

## Griego
- Apotripo - (Del griego απότρυπος) - Tutor.
- Vava - (Del griego γιαγια) - Abuela.
- Hristo - (Del griego Χριστός) - Cristo.
- Papu - (Del griego παπού) - Abuelo.
- Makaré - (Del griego μακαρι) - Fórmula de buenos deseos.
- Sirma - (Del griego σίρμα) - Seda.
- Erremo - (Del griego έρημος) - Miserable.

## Gallego/Portugués
- Arastar - Arrastrar.
- Arofyar - Enfriar.
- Vilano - Villano.
- Emprestimo - Préstamo.
- Mego - Brujo.
- Peşe - Pez.
- Enşaguar - Enjuagar.
- Esforso - Esfuerzo.
- İnyorante - Ignorante.
- Keşar - Quejarse.
- Kontente - Contento.
- Koşo - Cojo.
- Madrasta - Madrastra.
- Posto - Lugar.
- Enşuto - Seco.
- Lonşe - Lejos.
- Cuzir - Coser.

## Catalán
- Enguente (del catalán ungüent o de su variante dialectal enguent)- Ungüento.
- Eskuma (del catalán escuma) - Espuma.
- Kaler (del catalán caler) - Ser necesario, ser preciso.
- Ningu (del catalán ningú) - nadie.
- Pişar (del catalán pixar) - Orinar.
- Krosta  (del catalán crosta) - Cáscara.
- Sivelya (del catalán sivella) - Hebilla.

## Asturiano
- Lonso - Oso.

## Aragonés
- Luvya - Lluvia.
- Eskarinyo - Cariño.
- Eskerensya - Noviazgo.
- Sinkosientos - Quinientos.
- Luenga - Lengua.
- Amostrar - Mostrar.

## Italiano
- Dopyo - (Del italiano Doppio) - Doble.
- Espango - (Del italiago Spago) - Cuerda.
- Fidensa - (Del italiano Fiducia, Confidenza) - Confianza.
- İnfetar - (Del italiano Infettare) - Infectar.
- İzola - (Del italiano Isola) - Isla.
- Kamareta - (Del italiano Cameretta) - Habitación.
- Karesa - (Del italiano Carezza) - Caricia.
- Komandar - (Del italiano Comandare) - Ordenar.
- Konsilyo - (Del italiano Consiglio) - Consejo.
- Komerço - (Del italiano Commercio) - Aduana.
- Kualunke - (Del italiano Qualunque) - Cualquiera.
- Lavoro - (Del italiano Lavoro) - Trabajo.
- Malgrado - (Del italiano Malgrado) - A pesar de.
- Ponte - (Del italiano Ponte) - Puente.
- Povereto, Povereta - (Del italiano Poveretto) - Pobre (uso compasivo).
- Soçefto - (Del italiano Soggetto) - Sujeto.

## Francés
- Madam - (Del francés Madame) - Señora.
- Trezor - (Del francés Trésor) - Tesoro.
- Kadavre - (Del francés Cadavre) - Cadáver.
- Anjenyer - (Del francés Ingenieur) - Ingeniero.
- Dezes - (Del francés Décès) - Deceso.
- Çapeo - (Del francés Chapeau) - Sombrero.
- Çezmis - (Del francés Chemise) - Camisa.
- Ofisyer - (Del francés Officier) - Oficial.

## Rumano
- Dor - Dolor.
- Rida - Cortina.

- Datos: Q6052890